# STATEMENT (徳永英明のアルバム)
『STATEMENT』（ステイトメント）は2013年7月17日に発売された德永英明の16枚目のオリジナル・アルバム。

## 概要
前作『WE ALL』発売後、ベスト・アルバム1作とカバー・アルバム2作の発売を挟んで実に4年7ヶ月ぶりとなるオリジナル・アルバム。

## パッケージ仕様
通常盤CDと初回限定盤A,Bの3形態発売。
初回限定盤Aはミュージック・ビデオを4曲収録したDVD付。
初回限定盤Bには滝沢秀明に提供した「花華～僕とあなた～」のセルフカバーを含むボーナス・トラック2曲を収録。

## 収録曲

### CD
作詞・全作曲：德永英明（特記以外）／作詞：德永英明・山田ひろし（2,8）山田ひろし（4,7）滝沢秀明（12）／編曲：松浦晃久（1,2,4,5,6,8,9,12）坂本昌之（3.7.10.11）
1. 愛し足りないわけがない…（5:02）[4]
2. あなたに逢えてよかった（6:07）[4]
3. 月虹（5:12）[4]
4. いかないで（4:52）[4]
5. 旅人（5:10）[4]
6. STATEMENT（5:27）[4]
7. なみだのブルース（3:32）[4]
8. 名前のないこの愛のために（4:50）[4]
9. Why Is It?（3:03）[4]
10. 僕らに与えられた時代の中で（4:55）[4]
11. Hello（5:17）≪初回限定盤Bボーナス・トラック≫[4]
12. 花華～僕とあなた～（5:26）≪初回限定盤Bボーナス・トラック≫[4]

### 初回限定盤A DVD
1. Hello（Music Clip）
2. 名前のないこの愛のために（Music Clip）
3. STATEMENT（Music Clip）
4. あなたに逢えてよかった（Music Clip）